# 孔多爾丘庫尼亞山
19°55′S 66°31′W / 19.917°S 66.517°W
孔多爾丘庫尼亞山（Kuntur Chukuña），是玻利維亞的山峰，位於該國西南部波托西省，屬於安第斯山脈的一部分，處於新蒙多火山西南面，海拔高度5,290米。